# تیم ملی فوتبال زنان تایوان
تیم ملی فوتبال زنان تایوان نمایندهٔ زنان کشور تایوان در ردهٔ ملی است.

## لباسها و نشانهای تیم

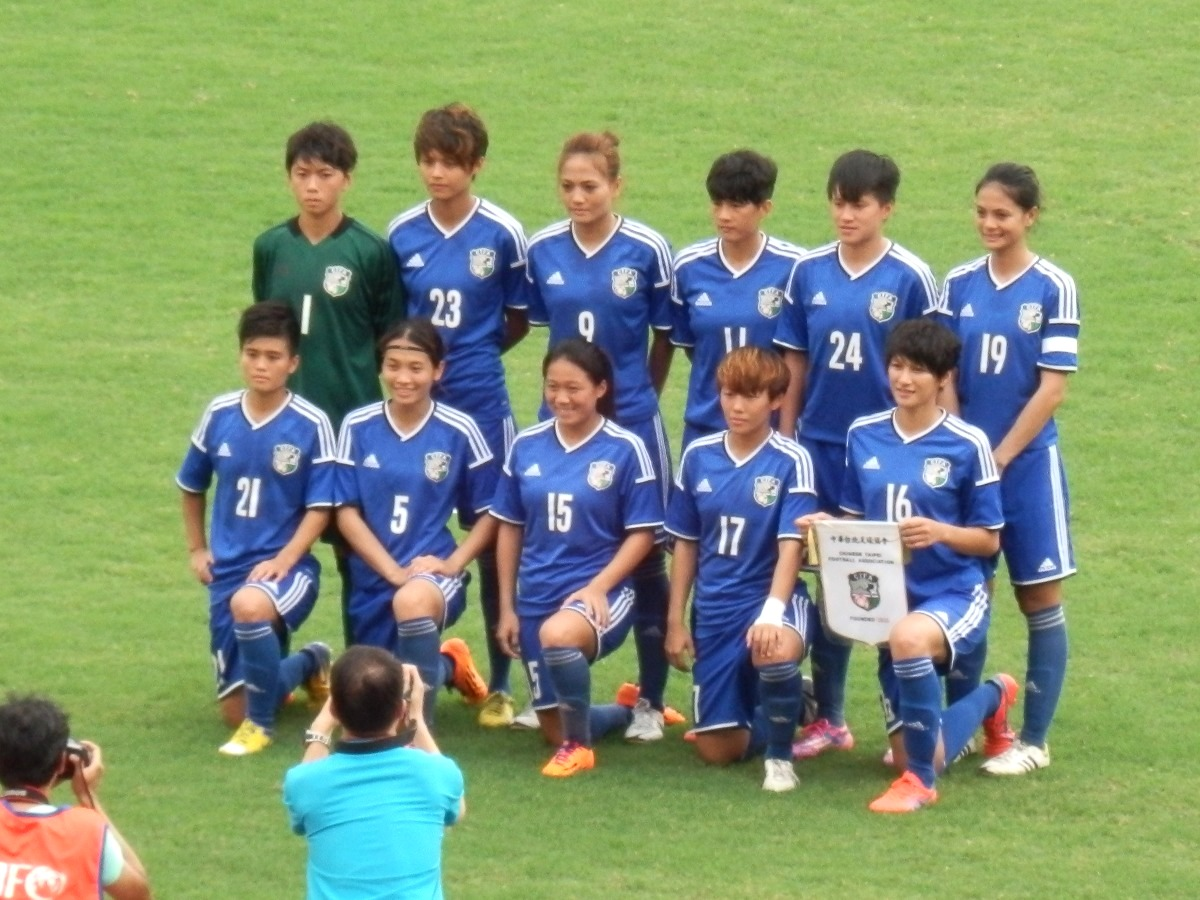
تیم ملی فوتبال زنان چین تایپه در یک بازی دوستانه در مقابل هنگ کنگ در تاریخ ۳۰ اوت ۲۰۱۴

| خانه ۲۰۱۳ | خارج از خانه ۲۰۱۳ | خانه ۲۰۱۴ | خارج از خانه ۲۰۱۴ | خانه ۲۰۱۵ | خارج از خانه ۲۰۱۵ | خانه ۲۰۱۹ | خارج از خانه ۲۰۱۹ |

## بازی‌های المپیک
- ۱۹۹۶ – صعود نکرد
- ۲۰۰۰ – صعود نکرد
- ۲۰۰۴ – صعود نکرد
- ۲۰۰۸ – صعود نکرد
- ۲۰۱۲ – صعود نکرد
- ۲۰۱۶ – صعود نکرد

## بازی‌های آسیایی
- ۱۹۹۰ - مقام چهارم
- ۱۹۹۴ - مقام سوم
- ۱۹۹۸ - مقام چهارم
- ۲۰۰۲ - مقام پنجم
- ۲۰۰۶ - مرحلهٔ گروهی
- ۲۰۱۰ - وارد نشد
- ۲۰۱۴ - یک چهارم نهایی